# 일본항공의 운항 노선
일본항공의 운항지 목록이다.

## 운항 노선

### 아시아

#### 동아시아
- 대한민국
  - 서울
    - 김포국제공항
    - 인천국제공항 화물[2]

  - 부산 - 김해국제공항
- 일본
  - 간토
    - 도쿄
      - 하네다 국제공항
      - 나리타 국제공항 *[2]

  - 간사이
    - 오사카
      - 간사이 국제공항
      - 이타미 국제공항

    - 시라하마 - 난키 시라하마 공항

  - 규슈
    - 가고시마 - 가고시마 공항
    - 구마모토 - 구마모토 공항
    - 기타큐슈 - 기타큐슈 공항
    - 나가사키 - 나가사키 공항
    - 도쿠노시마 - 도쿠노시마 공항
    - 도쿠시마 - 도쿠시마 공항
    - 미야자키 - 미야자키 공항
    - 아마미 - 아마미 공항
    - 오이타 - 오이타 공항
    - 후쿠오카 - 후쿠오카 공항

  - 도호쿠
    - 미사와 - 미사와 공군 기지
    - 센다이 - 센다이 공항
    - 아오모리 - 아오모리 공항
    - 야마가타 - 야마가타 공항
    - 아키타 - 아키타 공항
    - 하나마키 - 하나마키 공항

  - 시고쿠
    - 고치 - 고치 공항
    - 다카마쓰 - 다카마쓰 공항
    - 도쿠시마 - 도쿠시마 공항
    - 마츠야마 - 마츠야마 공항

  - 주고쿠
    - 마쓰야마 - 마쓰야마 공항
    - 야마구치 - 야마구치 우베 공항
    - 히로시마 - 히로시마 공항

  - 주부
    - 나고야 - 주부 센토레아 국제공항 *[2]
    - 고마쓰 - 고마쓰 공항
    - 니가타 - 니가타 공항

  - 홋카이도
    - 구시로 - 구시로 공항
    - 삿포로 - 신치토세 공항
    - 아사히카와 - 아사히카와 공항
    - 오비히로 - 오비히로 공항
    - 오조라 - 메만베쓰 공항
    - 왓카나이 - 왓카나이 공항
    - 하코다테 - 하코다테 공항

  - 오키나와섬
    - 오키나와 - 나하 공항
- 중화인민공화국
  - 베이징 - 베이징 수도 국제공항
  - 광저우 - 광저우 바이윈 국제공항
  - 난징 - 난징 루커우 국제공항
  - 다롄 - 다롄 저우수이쯔 국제공항
  - 상하이
    - 상하이 푸둥 국제공항 *[2]
    - 상하이 훙차오 국제공항

  - 시안 - 시안 셴양 국제공항
  - 톈진 - 톈진 빈하이 국제공항
  - 홍콩 - 홍콩 첵랍콕 국제공항
- 중화민국
  - 타이베이
    - 타이완 타오위안 국제공항 *[2]
    - 타이베이 쑹산 공항

  - 가오슝 - 가오슝 국제공항

#### 동남아시아
- 말레이시아
  - 쿠알라룸푸르 - 쿠알라룸푸르 국제공항
- 베트남
  - 하노이 - 노이바이 국제공항
  - 호치민 시 - 떤썬녓 국제공항
- 싱가포르
  - 싱가포르 - 싱가포르 창이 국제공항
- 인도네시아
  - 자카르타 - 수카르노 하타 국제공항
- 태국
  - 방콕 - 수완나품 국제공항
- 필리핀
  - 마닐라 - 니노이 아키노 국제공항

#### 남아시아
- 인도
  - 델리 - 인디라 간디 국제공항
  - 벵갈루루 - 켐페고우다 국제공항

#### 서남아시아
- 카타르
  - 도하 - 하마드 국제공항[3]

### 유럽

#### 서유럽
- 영국
  - 런던 - 런던 히드로 국제공항
- 프랑스
  - 파리 - 파리 샤를 드 골 국제공항
- 독일
  - 프랑크푸르트 - 프랑크푸르트 국제공항

#### 동유럽
- 러시아
  - 모스크바 - 셰레메티예보 국제공항[4]
  - 블라디보스토크 - 블라디보스토크 국제공항

#### 북유럽
- 핀란드
  - 헬싱키 - 헬싱키 반타 국제공항

### 북아메리카
- 미국
  - 뉴욕 - 존 F. 케네디 국제공항
  - 댈러스 - 댈러스 포트워스 국제공항
  - 로스앤젤레스 - 로스앤젤레스 국제공항
  - 보스턴 - 보스턴 로건 국제공항
  - 샌디에이고 - 샌디에이고 국제공항
  - 샌프란시스코 - 샌프란시스코 국제공항
  - 시애틀 - 시애틀 타코마 국제공항
  - 시카고 - 시카고 오헤어 국제공항
  - 코나 - 코나 국제공항[5]
  - 호놀룰루 - 대니얼 K. 이노우에 국제공항
- 캐나다
  - 밴쿠버 - 밴쿠버 국제공항

### 오세아니아

#### 오스트랄라시아
- 오스트레일리아
  - 멜버른 - 멜버른 공항[5]
  - 브리즈번 - 브리즈번 공항
  - 시드니 - 시드니 킹스포드 스미스 국제공항

#### 미크로네시아
- 괌
  - 괌 - 앤토니오 B. 원 팻 국제공항

## 과거 취항지

### 아시아

#### 동아시아
- 중화인민공화국
  - 샤먼 - 샤먼 가오치 국제공항
  - 시안 - 시안 셴양 국제공항
  - 칭다오 - 칭다오 류팅 국제공항
  - 항저우 - 항저우 샤오산 국제공항
- 일본
  - 고베 - 고베 공항
  - 나고야 - 나고야 코마키 공항
  - 도야마 - 도야마 공항
  - 시즈오카 - 시즈오카 공항
  - 이와쿠니 - 이와쿠니 공항
  - 후쿠시마 - 후쿠시마 공항

#### 동남아시아
- 인도네시아
  - 덴파사르 - 응우라라이 국제공항
- 필리핀
  - 세부 - 막탄 세부 국제공항

#### 남아시아
- 인도
  - 뭄바이 - 차트라파티 시바지 국제공항
  - 콜카타 - 네타지 수바스 찬드라 보스 국제공항

#### 서남아시아
- 레바논
  - 베이루트 - 베이루트 국제공항
- 바레인
  - 마나마 - 바레인 국제공항
- 아랍에미리트
  - 아부다비 - 아부다비 국제공항
- 이란
  - 테헤란 - 테헤란 이맘 호메이니 국제공항
- 쿠웨이트
  - 쿠웨이트 시티 - 쿠웨이트 국제공항
- 파키스탄
  - 카라치 - 진나 국제공항

### 아프리카
- 이집트
  - 카이로 - 카이로 국제공항

### 유럽

#### 서유럽
- 독일
  - 뒤셀도르프 - 뒤셀도르프 국제공항
  - 함부르크 - 함부르크 공항
- 네덜란드
  - 암스테르담 - 암스테르담 스키폴 국제공항

#### 중유럽
- 스위스
  - 취리히 - 취리히 국제공항

#### 남유럽
- 그리스
  - 아테네 - 아테네 국제공항
- 스페인
  - 마드리드 - 마드리드 바하라스 국제공항
- 이탈리아
  - 로마 - 레오나르도 다 빈치 국제공항
  - 밀라노 - 밀라노 말펜사 국제공항

#### 동유럽
- 러시아
  - 모스크바 - 도모데도보 국제공항
  - 하바롭스크 - 하바롭스크 공항
- 헝가리
  - 부다페스트 - 부다페스트 페리 헤지 국제공항

#### 북유럽
- 덴마크
  - 코펜하겐 - 코펜하겐 카스트럽 국제공항
- 아이슬란드
  - 레이캬비크 - 케플라비크 국제공항

### 아메리카

#### 북아메리카
- 미국
  - 워싱턴 D.C - 워싱턴 덜레스 국제공항
  - 뉴올리언즈 - 루이 암스트롱 뉴올리언스 국제공항
  - 라스베이거스 - 매캐런 국제공항
  - 애틀랜타 - 하츠필드 잭슨 애틀랜타 국제공항
  - 앵커리지 - 테드 스티븐스 앵커리지 국제공항
  - 웨이크섬 - 웨이크섬 공항
- 캐나다
  - 몬트리올 - 몬트리올 피에르 엘리오트 트뤼도 국제공항
  - 토론토 - 토론토 피어슨 국제공항
- 멕시코
  - 멕시코시티 - 멕시코시티 국제공항

#### 남아메리카
- 베네수엘라
  - 카라카스 - 시몬 볼리바르 국제공항
- 브라질
  - 리우데자네이루 - 리우데자네이루 갈레앙 국제공항
  - 벨렘 - 발지칸스 국제공항
  - 상파울루 - 상파울루 구아룰류스 국제공항
  - 상파울루 - 비라코푸스 캄피나스 국제공항

### 오세아니아

#### 오스트랄라시아
- 오스트레일리아
  - 브리즈번 - 브리즈번 공항
  - 케언즈 - 케언스 공항
  - 퍼스 - 퍼스 공항
- 뉴질랜드
  - 오클랜드 - 오클랜드 국제공항
  - 크라이스트처치 - 크라이스트처치 국제공항

#### 멜라네시아
- 누벨칼레도니
  - 누메아 - 누메아 라 톤투타 국제공항
- 피지
  - 난디 - 난디 국제공항

#### 미크로네시아
- 북마리아나 제도
  - 사이판 - 사이판 국제공항